# ジョン・ビンガム (第6代準男爵)
第6代準男爵サー・ジョン・ビンガム（英語: Sir John Bingham, 6th Baronet、1728年11月 – 1750年11月27日）は、アイルランド王国の政治家。1749年から1750年までアイルランド庶民院議員を務めた。

## 生涯
第5代準男爵サー・ジョン・ビンガムとアン・ヴェジー（Anne Vesey、1762年没、アマーシャム・ヴェジーの娘）の長男として、1728年11月に生まれた。
1749年9月21日に父が死去すると、準男爵位を継承した。同年よりメイヨー選挙区の代表としてアイルランド庶民院議員を務めたが、1750年11月27日に熱病によりダブリンのグラフトン・ストリートにある自宅で死去、カスルバーで埋葬された。生涯未婚であり、弟チャールズが準男爵位を継承した。